# Избори за Сенат Краљевине Југославије 1932.
Избори за први Сенат Краљевине Југославије су извршени 3. јануара 1932.
Бирало се 46 сенатора и то: у Београду 1, у Дравској Бановини 4, у Дринској Бановини 5, у Врбаској Бановини 3, у Савској Бановини 9, у Дунавској Бановини 8, у Вардарској Бановини 5, у Моравској Бановини 5, у Приморској Бановини 3 и Зетској Бановини 3.

## Изабрани сенатори
за подручје Управе Града Београда:
- Јован Станковић, бивши министар и државни саветник у пензији, из Београда.

за Дунавску Бановину:
- Коста Тимотијевић, министар без портфеља;
- др. Станојло Вукчевић, пом. министра у пензији из Пожаревца;
- Емил Гаврило, публициста из Вел. Бечкерека;
- Милан Марјановић, адвокат из Пожаревца;
- Стеван Михалџић, прота из Брањине;
- Милутин Петровић, председник суда у пензији из Београда;
- Антун Видаковић, земљорадник из Суботице;
- Милан Л. Поповић, новинар из Београда.

за Моравску Бановину:
- Димитрије Илиџановић, адвокат из Ниша;
- Милоје Јовановић, министар у пензији из Београда;
- Владимир Митровић, ректор Универзитета у пензији из Београда;
- Милан Симоновић, министар у пензији из Крушевца;
- Крста Радовановић, касациони судија из Београда.

за Вардарску Бановину:
- Васа Богојевић, трговац из Тетова;
- Петар Костић, директор гимназије из Призрена;
- Спиро Хаџи Ристић, индустријалац из Скопља;
- Трајко Хаџи Бошковић, трговац из Скопља;
- др. Џафер Сулејмановић (sq, mk), бивши народни посланик и лекар из Тетова[2].

за Дринску Бановину:
- Атанасије Шола, опуномоћни министар у пензији из Сарајева;
- Павле Вујић, директор гимназије у пензији из Ужица;
- Матеја Поповић, прота из Тузле;
- Шериф Арнаутовић, директор Вакуфа из Сарајева;
- Стјепан Јанковић, помоћник министра у пензији из Сарајева.

за Приморску Бановину:
- Никола Прека, министар без портфеља;
- др. Урош Десница, адвокат из Сплита;
- др. Иво Мастровић, адвокат из Сплита.

за Врбаску Бановину:
- Павле Убавић, прота из Грезова;
- Васо Глушац, директор гимназије у пензији из Бања Луке;
- Асим бег Алибеговић, трговац из Дервенте.

за Савску Бановину:
- Станко Шверљуга, министар без портфеља;
- др. Марко Костренчић, министар социјалне политике и народног здравља;
- др. Људевит Гај, велики жупан у пензији из Загреба;
- Петар Теслић, индустријалац из Сиска;
- др. Фране Кукуљевић Сакцински, велики жупан у пензији и поседник из Костела;
- Томо Јалжабетић, земљорадник из Ђурђевца;
- др. Љубомир Томашевић, адвокат из Загреба;
- др. Иван Гмајнер, адвокат из Загреба;
- Петар Добринић, земљорадник из Барковића.

за Дравску Бановину:
- Владимир Равнихар, адвокат из Љубљане;
- др. Мирослав Плој, велики жупан у пензији из Марибора;
- Јанко Рајар, ветеринарски делегат у пензији из Љубљане;
- др. Фран Новак, адвокат из Љубљане.

И за Зетску Бановину:
- Марко Радуловић, председник Великог суда у пензији из Подгорице;
- др. Алекса Станишић, државни саветник и пензији;
- Гаврило Церовић, бивши министар и адвокат из Никшића.[3]